# Cryptocephalus celtibericus
Cryptocephalus celtibericus – gatunek chrząszcza z rodziny stonkowatych i podrodziny Cryptocephalinae.
Gatunek ten został opisany w 1948 roku przez Christiana Wilhelma Ludwiga Eduarda Suffriana.
Wykazany z Algierii i Hiszpanii.